# شهر سوخته (ششتمد)
شهر سوخته، روستایی است از توابع بخش مرکزی شهرستان ششتمد استان خراسان رضوی ایران.
که در گذشته آن را "مهرآباد" می نامیدند.

## تصاویر روستای شهر سوخته

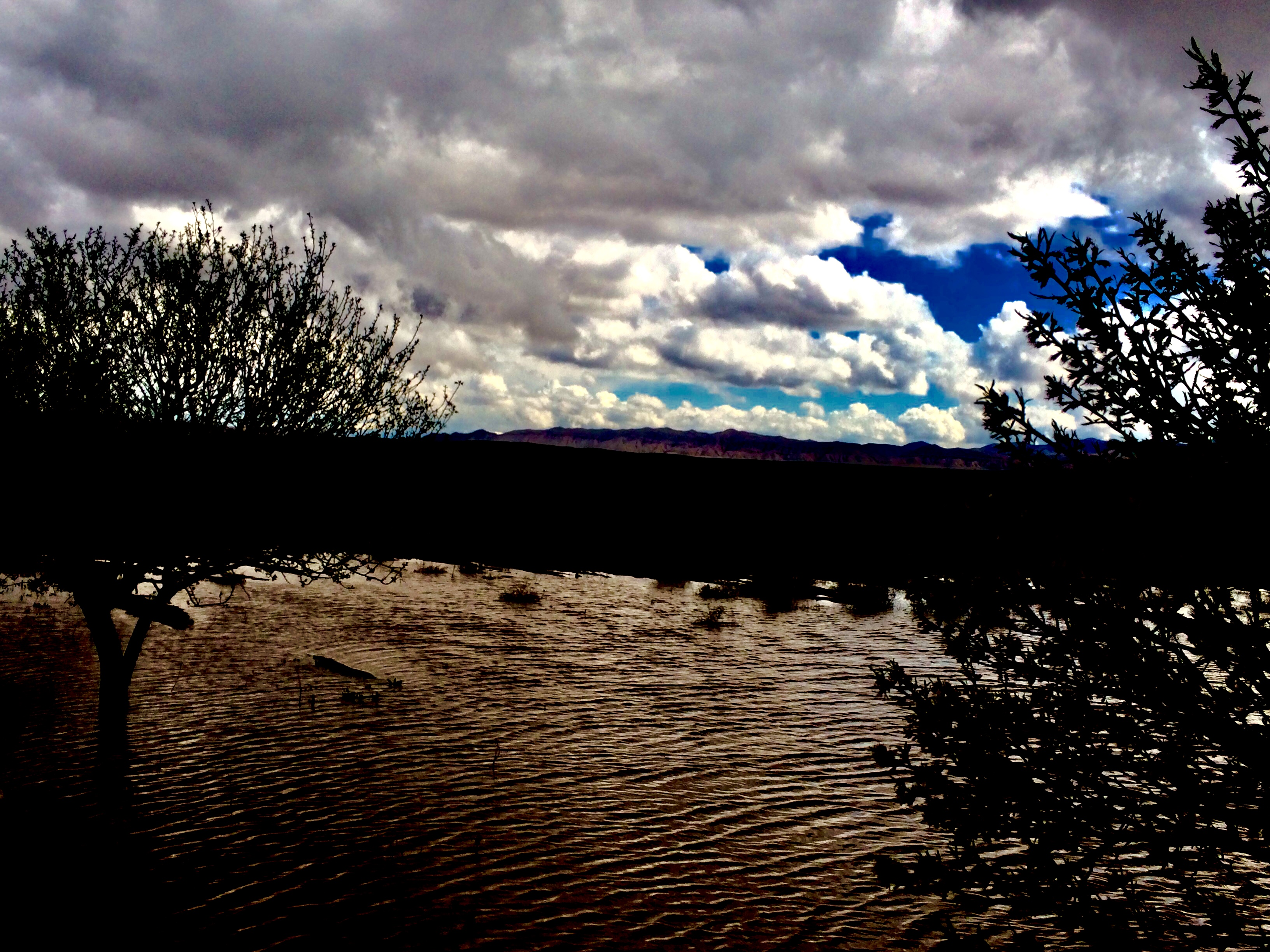
طبیعت روستای شهرسوخته در بهار

## جمعیت
این روستا در دهستان تکاب کوه میش قرار داشته و بر اساس سرشماری سال ۱۳۸۵ جمعیت آن ۶۵ نفر (۲۱ خانوار)
بوده است.